# Abdij Ter Doest
Ter Doest is een voormalige abdij gelegen in Lissewege, deelgemeente van Brugge. De abdij speelde een belangrijke rol bij het inpolderen van gebieden in Vlaanderen (zie Saeftinghe), Zeeland en Holland en in de wolhandel met de Vlaamse steden.
Lambert, de Heer van Lissewege die op het Upperhof woonde, gaf in 1106 een domein met kapel aan de benedictijnen die er een abdij stichtten. In 1175 werd ze overgenomen door cisterciënzers, afkomstig van de in Koksijde gelegen abdij Onze-Lieve-Vrouw Ten Duinen, en in 1624 met Onze-Lieve-Vrouw Ten Duinen verenigd.
De tiendschuur of kloosterschuur stamt uit het einde van de veertiende eeuw en is het enige nog resterend abdijgebouw. Ze is 50,50 m lang, 23,75 m breed en de puntgevel is 30,75 m hoog; de hoogte van de zijmuren is 9,25 m. Twee rijen van elk 10 eiken pijlers dragen al meer dan zes eeuwen het unieke eiken dakgebinte. Tot voor 1711 was de schuur met stro bedekt, nu bestaat het dak uit 38.000 Boomse dakpannen.
Dendrochronologisch onderzoek heeft aangetoond dat het hout van het gebint tussen 1370 en 1385 gekapt is. De schuur is kennelijk eerder afgebrand; het muurwerk is vermoedelijk een eeuw ouder.
Willem van Saeftinghe, lekenbroeder van de abdij, streed tijdens de Guldensporenslag in 1302 mee in het kamp van de Vlamingen. Hij zou de Franse aanvoerder, Robert II van Artesië, van zijn paard hebben geslagen en gedood.

## Abten van Ter Doest
- 1175-1179: Desiderius Haket
- 1179-1190: Jan van Brugge
- 1190-1204: Mattheus van Gent
- 1204-1213: Willem van Oostburg
- 1213-1219: Daniël van Brugge
- 1219-1226: Salomon van Gent
- 1226-1230: Willem II van Tielt
- 1230-1237: Christiaan van Ieper
- 1237-1239: Willem II van Tielt
- 1239-1243: Hendrik van Craeywyc
- 1243-1256: Jan II Smedekin
- 1256-1274: Nicolaas Cleywaert
- 1274-1279: Jan III Stefaan
- 1279-1285: Willem III van Hemme
- 1285-1300: Arnulfus Neyhensis
- 1300-1302: Willem IV Mostaert
- 1302-1316: Willem V Cordewaegen
- 1316-1329: Nicolaas II Layenweerd
- 1329-1334: Hendrik II van Brabant
- 1334-1338: Petrus I van Axel
- 1338-1363: Michiel de Keysere
- 1363-1385: Willem VI De Smidt
- 1385-1417: Jan IV van Hulst
- 1417-1426: Thomas Vindevoet
- 1426-1461: Jacobus Schaep
- 1461-1482: Laurens De Vriendt
- 1482-1492: Hendrik III Keddekin
- 1492-1501: Martinus Weyts
- 1501-1506: Adriaan Lanchals
- 1506-1512: Jan V Vettegrave
- 1514- ? : Willem VII Pieters
- ?-1525: Josse Arents
- 1525-1536: Gilles van der Elst
- 1536-1537: Jan VI Huyssens

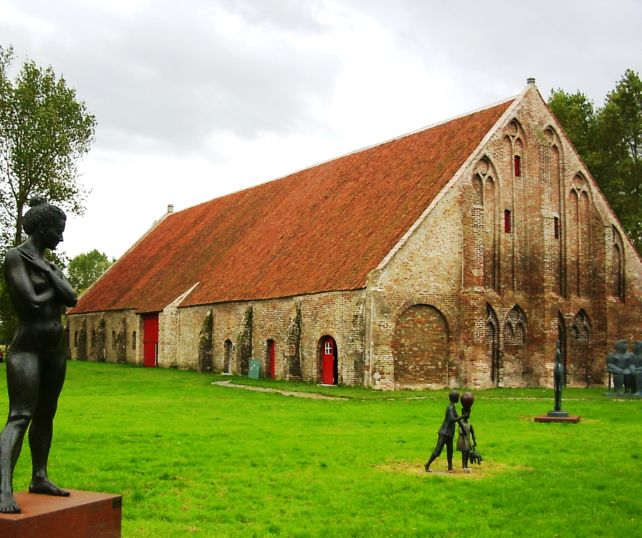
Schuur van de abdij

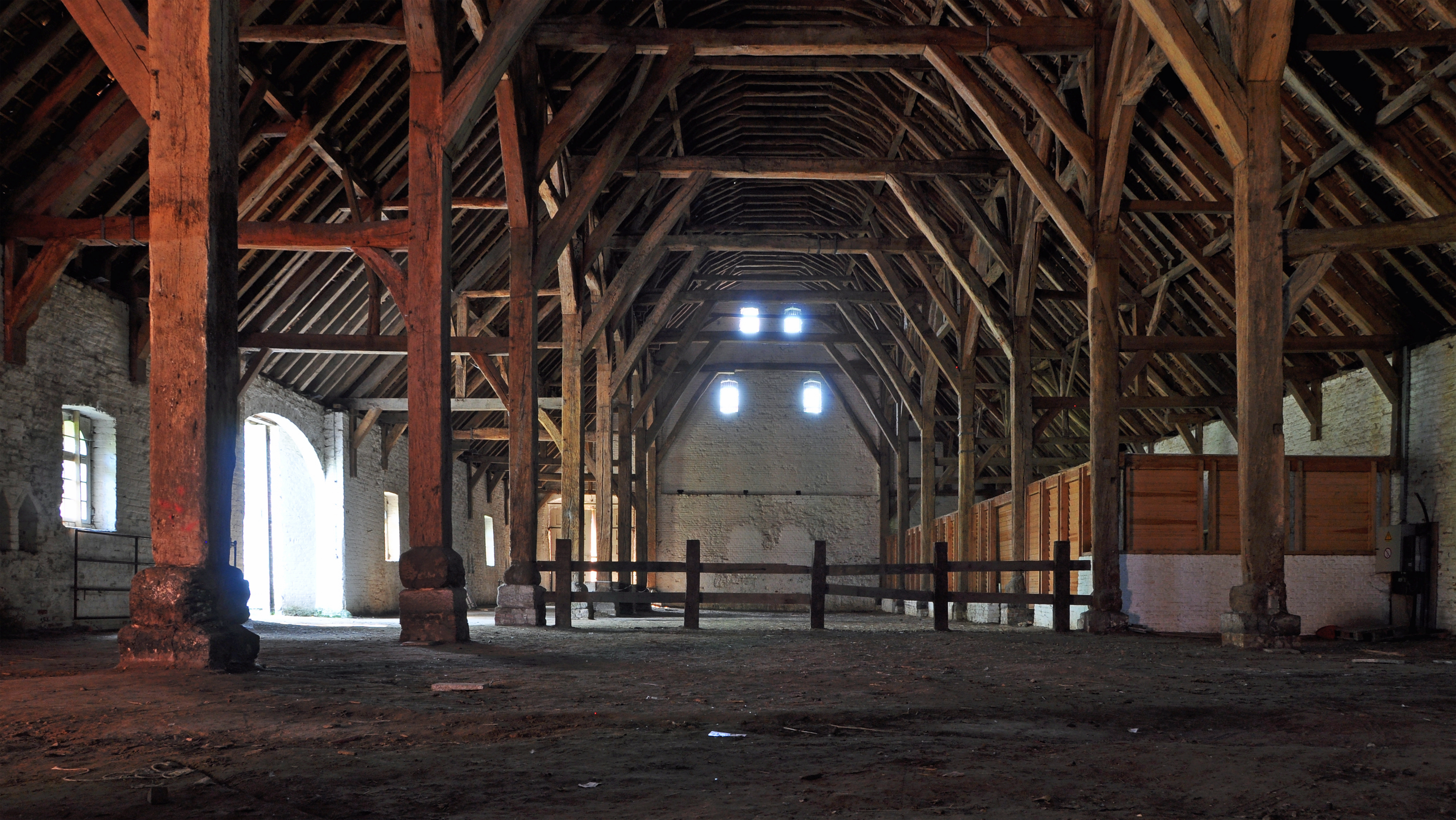
Binnenzijde van de schuur

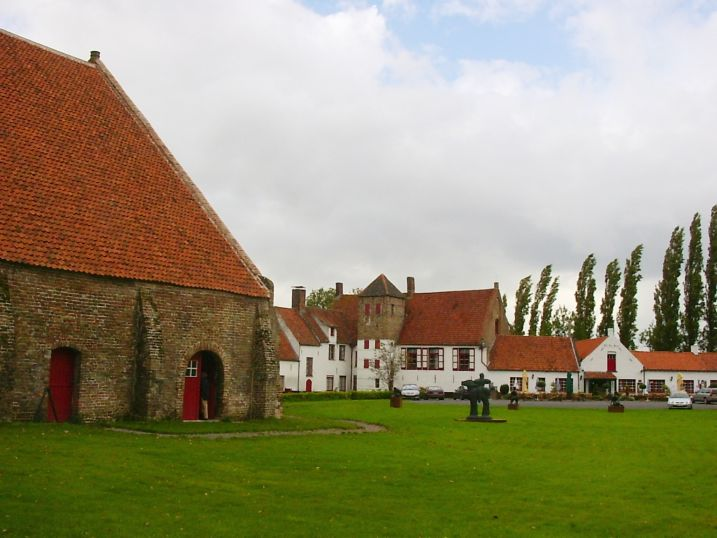
Binnenplein van de abdij

- 1537-1551: Petrus II Van den Driessche
- 1551-1556: Jan VII van Marissiën
- 1556-1559: Antonius Brakele
- 1559-1569: Vincent Doens